# Léon Casaert
 (novembre 2016).
Si vous disposez d'ouvrages ou d'articles de référence ou si vous connaissez des sites web de qualité traitant du thème abordé ici, merci de compléter l'article en donnant les références utiles à sa vérifiabilité et en les liant à la section « Notes et références ».
Léon Casaert (4 mars 1955) est un homme politique belge, fils de Léon Casaert, champion de balle pelote. Il est membre du Parti socialiste et fut bourgmestre de Charleroi du 4 décembre 2006 au 9 juillet 2007.

## Biographie
Il fut président de la délégation syndicale FGTB de l'entreprise aéronautique SONACA, à Gosselies. Il fut également vice-président de la société de logements sociaux du Val d'Heure.
Le 30 mai 2006, Michel Wilgaut, président du Val d'Heure et du CPAS de Charleroi, est mis à l'instruction pour fraude aux lois sur les marchés publics, faux et usage de faux. Ce dernier démissionne alors du Val d'Heure et Léon Casaert en devient le président.
En 2000, il devient échevin à Charleroi ayant les compétences économie sociale, emploi et troisième âge.
Lors des élections communales du 8 octobre 2006 à Charleroi, il obtient 6 312 voix de préférence, ce qui le classe en deuxième rang de la liste du Parti socialiste local, derrière le bourgmestre sortant, Jacques Van Gompel, qui en avait recueilli 17 916.
À la suite de la démission de Jacques Van Gompel, le 25 octobre 2006, consécutive à son inculpation et à son placement en détention provisoire, Léon Casaert est automatiquement promis à devenir bourgmestre.
En effet, en application du nouveau « Code de la démocratie locale » de la Région Wallonne, c'est à celui ou celle qui, ayant été candidat(e) sur la liste de la principale force politique formant la majorité, a obtenu le plus de suffrages sur son nom, qu'échoit ce poste. Il prendra ses fonctions le 4 décembre 2006.
Le 26 octobre 2006, lors d'une interview parue dans La Nouvelle Gazette, il met ouvertement en cause la compétence, la probité et l'efficacité des neuf membres du cabinet du bourgmestre démissionnaire Jacques Van Gompel. Le soir même, les huit des neuf intéressés présentent leur démission.
Le 12 juin 2006 Elio Di Rupo oblige le Bourgmestre et tous les échevins socialistes à la démission.
Le 18 juin 2007, il est inculpé de faux et usage de faux par fonctionnaire public, pour une période infractionnelle allant de 2000 à 2006. Léon Casaert est alors amené à démissionner ainsi que tout le collège échevinal,.